# Квіткорогові
Квіткорогові, або антоцеротові (Anthocerotaceae) — родина мохоподібних рослин відділу антоцеротовидні (Anthocerotophyta) класу антоцеротопсиди (Anthocerotopsida).

## Опис
Це переважно рослини з пластинчастим розгалуженим таломом, недиференційованим на тканини. Талом прилягає до субстрату. Клітини талому та спорогону антоцеротових здебільшого з пластинчастими хлоропластами та піреноїдами. Спорогон видовжений, без ніжки, з обгорткою при основі та меристемою. Ризоїди гладкостінні.

## Класифікація
У родині є 3 роди, понад 300 видів, що поширені переважно у тропіках. В Україні є три види у двох родах, що зустрічаються на вологих глинистих ґрунтах, на полях, обабіч доріг.

### Роди
- Квіткоріг (Anthoceros)
- Темноріг (Folioceros)
- Sphaerosporoceros